# 오키 디 루포
오키 디 루포(이탈리아어: occhi di lupo, 단수: occhio di lupo 오키오 디 루포[*])는 이탈리아의 파스타이다. "늑대의 눈"이라는 뜻이다. 큰 크기의 파스타이며 펜네와 흡사한 튜브형태를 띤다. 속을 채우며 엑스트라 버진 올리브유와 리코타 치즈, 강판에 간 페코리노 치즈와 파슬리나 바질 등의 향신료를 소로 쓴다.